# Lindley H. Hadley

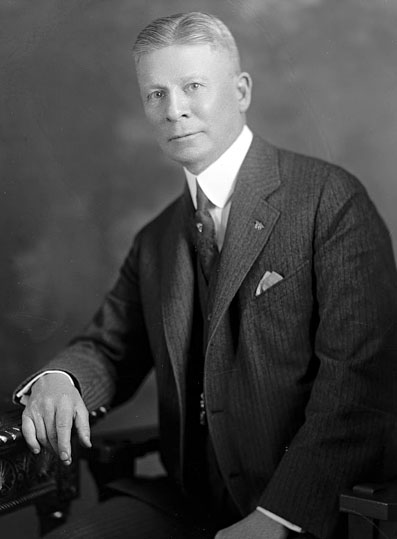
Lindley H. Hadley

Lindley Hoag Hadley (* 19. Juni 1861 in Sylvania, Parke County, Indiana; † 1. November 1948 in Wallingford, Connecticut) war ein US-amerikanischer Politiker. Zwischen 1915 und 1933 vertrat er den Bundesstaat Washington im US-Repräsentantenhaus.

## Werdegang
Lindley Hadley besuchte die öffentlichen Schulen seiner Heimat und die Bloomingdale Academy. Danach studierte er an der Illinois Wesleyan University in Bloomington. Zwischen 1884 und 1888 unterrichtete Hadley als Lehrer in Rockville. Nach einem anschließenden Jurastudium und seiner im Jahr 1889 erfolgten Zulassung als Rechtsanwalt begann er ab 1890 im heutigen Bellingham im Staat Washington in seinem neuen Beruf zu arbeiten.
Politisch war Hadley Mitglied der Republikanischen Partei. Bei den Kongresswahlen des Jahres 1914 wurde er im zweiten Wahlbezirk seines Staates in das US-Repräsentantenhaus in Washington, D.C. gewählt, wo er am 4. März 1915 die Nachfolge von Albert Johnson antrat. Nach acht Wiederwahlen konnte er bis zum 3. März 1933 neun zusammenhängende Legislaturperioden im Kongress absolvieren. In diese Zeit fiel der Erste Weltkrieg. Außerdem wurden damals der 18., der 19. und der 20. Verfassungszusatz verabschiedet.
1932 war Hadley einer von vielen republikanischen Kongressabgeordneten, die dem bundesweiten Trend folgend ihre Mandate zu Gunsten der Demokratischen Partei verloren. Höhepunkt dieses Trends war die Wahl von Franklin D. Roosevelt zum Präsidenten. Nach seinem Ausscheiden aus dem US-Repräsentantenhaus arbeitete Hadley bis 1940 als Anwalt in der Bundeshauptstadt Washington. Danach zog er sich in den Ruhestand zurück. Er starb am 1. November 1948 in Wallingford.